# ژان باراته
ژان باراته (به فرانسوی: Jean Baratte) بازیکن فوتبال و مهاجم اهل فرانسه است که از سال ۱۹۴۴ تا ۱۹۵۲ میلادی عضو تیم ملی فوتبال فرانسه بوده‌است. وی در ۳۲ بازی ملی حضور داشته است و در بازی‌های ملی‌اش ۱۹ گل به ثمر رساند.